# أبيلاردو دياز ألفارو
أبيلاردو دياز ألفارو (بالإنجليزية: Abelardo Díaz Alfaro figeroa)‏ هو كاتب أمريكي، ولد في 24 يوليو 1919 في كاغواس في الولايات المتحدة، وتوفي في 22 يوليو 1999 في Guaynabo, Puerto Rico ‏ في الولايات المتحدة.